# Intermezzo (romanzo)
Intermezzo è un romanzo della scrittrice irlandese Sally Rooney, pubblicato nel 2024.

## Storia editoriale
Quarto romanzo dell'autrice, Intermezzo è stato pubblicato da Faber & Faber nel mondo anglofono il 24 settembre 2024 e, nelle settimane successive, il libro è pubblicato in diverse lingue, tra cui il turco, lo spagnolo, il polacco e il francese. Nelle librerie italiane è uscito il 12 novembre successivo, edito da Giulio Einaudi Editore nella traduzione di Norman Gobetti.

## Trama
Nella Dublino contemporanea, i fratelli Koubek faticano ad andare avanti dopo la morte del padre. Il ventiduenne Ivan, il minore, è un ex ragazzo prodigio degli scacchi in una fase di declino agonistico, ma la sua vita cambia quando intraprende una relazione con Margaret, una donna divorziata di quattordici anni più matura. La relazione di Ivan con una donna più grande è la ragione del litigio tra il ragazzo e il fratello maggiore, il trentaduenne Peter, un avvocato, che dal canto suo non riesce a discernere i suoi sentimenti per Silvia, la sua storica ex, e la giovanissima Naomi.

## Edizioni
- Intermezzo, traduzione di Norman Gobetti, Torino, Einaudi, ISBN 978-8806264215.